# Barrington, Illinois
Barrington är en ort (village) i Cook County, och  Lake County, i delstaten Illinois, USA. Enligt United States Census Bureau har orten en folkmängd på 10 371 invånare (2011) och en landarea på 12 km².